# الإنقاذ الجوي-البحري

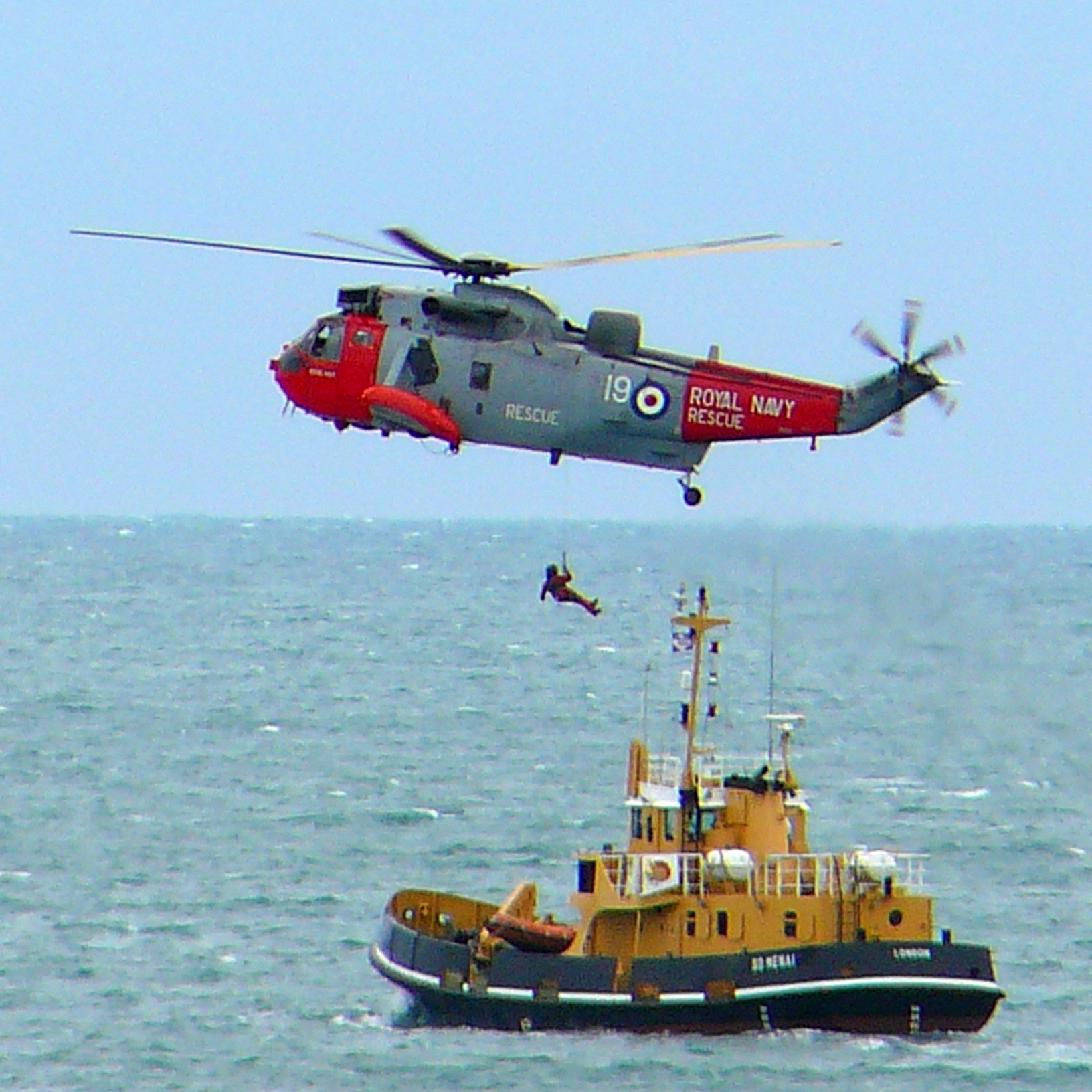
مروحية إنقاذ تابعة للبحرية الملكية تعمل فوق قارب

الإنقاذ الجوي-البحري ( ASR أو A / SR ، المعروف أيضًا باسم الإنقاذ البحري-الجوي )  هي عمليات البحث والإنقاذ المشتركة بين الطائرات والسفن للبحث عن واستعادة الناس الباقين على قيد الحياة. يمكن ان تشترك في عمليات البحث والإنقاذ مجموعة واسعة من القطع المختلفة ومنها الطائرات البحرية والمروحيات والغواصات وقوارب الإنقاذ والسفن. يمكن للوحدات العسكرية والمدنية القيام بعمليات الإنقاذ المشتركة هذه.

## التاريخ

### بين الحربين

#### ألمانيا
تم تطوير مبادئ تنسيق جهود الإنقاذ بين السفن والقوارب مع تلقي المساعدة من الوحدات الجوية في الثلاثينيات في ألمانيا. في عام 1935، تم تكليف اللفتنانت كولونيل كونراد جولتز من سلاح الجو الألماني ( لوفتفافه )، وهو ضابط تموين في ميناء كييل، بمهمة تنظيم Seenotdienst (خدمة انقاذ بحرية)، وهي منظمة إنقاذ جوي-بحري مقرها في بحرالشمال وبحر البلطيق. أستطاع جولتز التنسيق مع وحدات الطائرات من كريغسمارينه وكذلك مع قوارب النجاة المدنية. 